# Rue Bleue (Paris)
Pour les articles homonymes, voir Rue Bleue.
La rue Bleue est une voie du quartier du Faubourg-Montmartre, un des quatre quartiers administratifs du 9e arrondissement de Paris, en France.

## Situation et accès
La rue Bleue est une voie publique située dans l’est du 9e arrondissement de Paris, à une centaine de mètres du 10e arrondissement, celui de sa paronyme la rue Dieu. Elle est à sens unique et comporte une voie de circulation goudronnée, une rangée de stationnements en ligne, une station de vélos en libre service Vélib', et deux trottoirs de part et d'autre permettant la circulation piétonnière des riverains. Longue de 250 m et large de 10 m, elle débute à l'est à l'intersection avec la rue Papillon, sur la rue du Faubourg-Poissonnière et se termine à l'ouest au 72, rue La Fayette.
Outre ces rues, elle est rejointe ou traversée d'est en ouest par les voies suivantes :
- nos 5-7 : cité de Trévise ;
- nos 12-14, angle rue Bleue-rue Riboutté : bureau de poste Paris-Montholon (ex-Paris 83) ;
- nos 21-23 et 20-22 : rue de Trévise ;
- no 29 : rue Saulnier, au débouché sur la rue La Fayette.

De l'autre côté de la rue du Faubourg-Poissonnière, la rue Bleue est prolongée par la rue de Paradis.
La station de métro la plus proche est la station Cadet sur la ligne 7, dont l'une des bouches est située à l'angle de la rue La Fayette et de la rue Cadet, dans le prolongement de la rue Bleue.

## Origine du nom
Le 14 février 1789, sur le désir des habitants de la rue d'Enfer, un arrêt du Conseil du roi indique : « La rue d’Enfer s’appellera désormais rue Bleue, nom qui se retiendra plus facilement que tout autre, attendu que dans le même quartier, il y en a une qui porte le nom de rue Verte »,.

Une autre source mentionne que la voie reçoit son nom actuel d’après une manufacture de boules bleues fondée dans cette rue en 1802.

## Historique
La voie figure sur le plan de Gomboust en 1652 sous le nom de « ruelle des Volarnaux », déformation de Val-Laroneux.
Elle s'appelle ensuite « rue d'Enfer », nom probablement dû à sa proximité avec la rue de Paradis. Une autre étymologie fait remonter ce nom au vacarme occasionné par les soldats qui rentraient des guinguettes de Porcheron à la caserne de la Nouvelle-France. À cette période, elle rejoint la chaussée de la Nouvelle-France (actuelle rue du Faubourg-Poissonnière) au coin sud-ouest de l'enclos Saint-Lazare. Elle se serait également appelée « rue Saint-Lazare ».
Le marquis de Rochegude relève l’appellation « rue d’Enfer-Coquenard », en 1714.
La rue Bleue s'étend à l'origine à l'ouest jusqu'à la rue Cadet.
Par une ordonnance de 1833, la rue est alignée :
« Article 1 — Sont arrêtés ainsi qu'ils sont tracés sur les plans ci-annexés, conformément aux procès-verbaux des points de repère transcrits sur les dits plans, les alignements des voies publiques de Paris ci-après désignées, savoir : rues Beauregard, Bellefond, Bergère, « Bleue », Bochard-de-Saron, de la Boule-Rouge, Buffault, Coquenard, Cretet, Montholon, Papillon, Pétrelle prolongée, Ribouté, Richer, Turgot, avenue Trudaine.
Article 2 — Il sera procédé conformément aux lois et règlements en vigueur, on tout ce qui pourra concerner soit les réparations d’entretien, soit la démolition, pour cause de vétusté, des bâtiments qui excèdent les alignements ainsi arrêtés, soit les terrains à occuper par la voie publique ou par les particuliers, soit enfin les indemnités qui seront dues de part et d'autre pour la cession de ces terrains.
Article 3 — Notre ministre secrétaire d’État au département du commerce et des travaux publics est chargé de l'exécution de la présente ordonnance.
Donné au palais des Tuileries, le 23 août 1833.
Signé : Louis-Philippe Ier. »
En 1859, il est projeté de supprimer la partie comprise entre les rues Cadet et La Fayette, mais cette opération n'a pas lieu. Cette partie est simplement détachée de la rue Bleue en 1911 et affectée à la rue La Fayette.

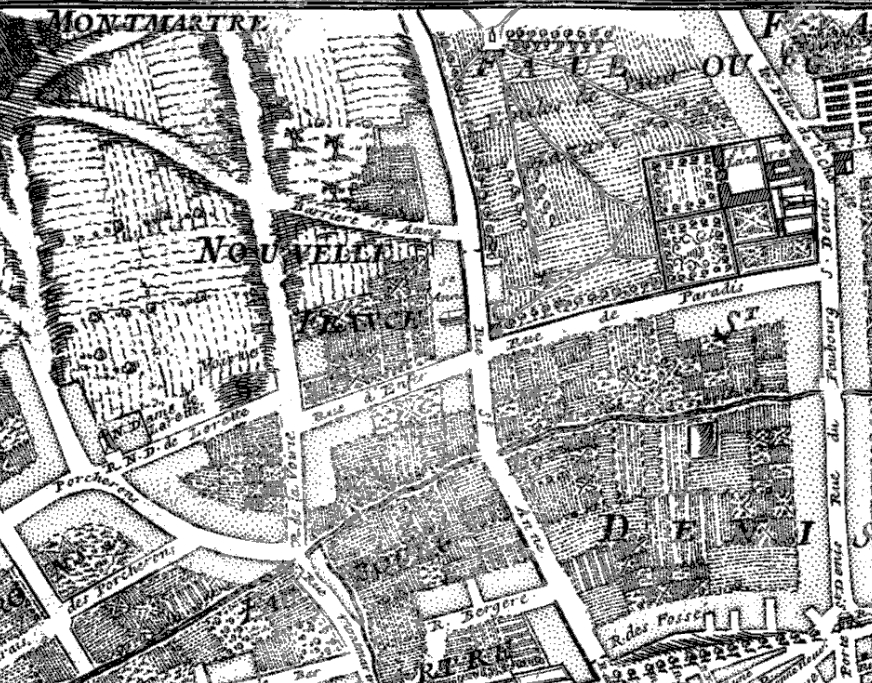
Carte du quartier en 1705 ; la rue Bleue (alors « rue d'Enfer ») est visible au centre de l'image.
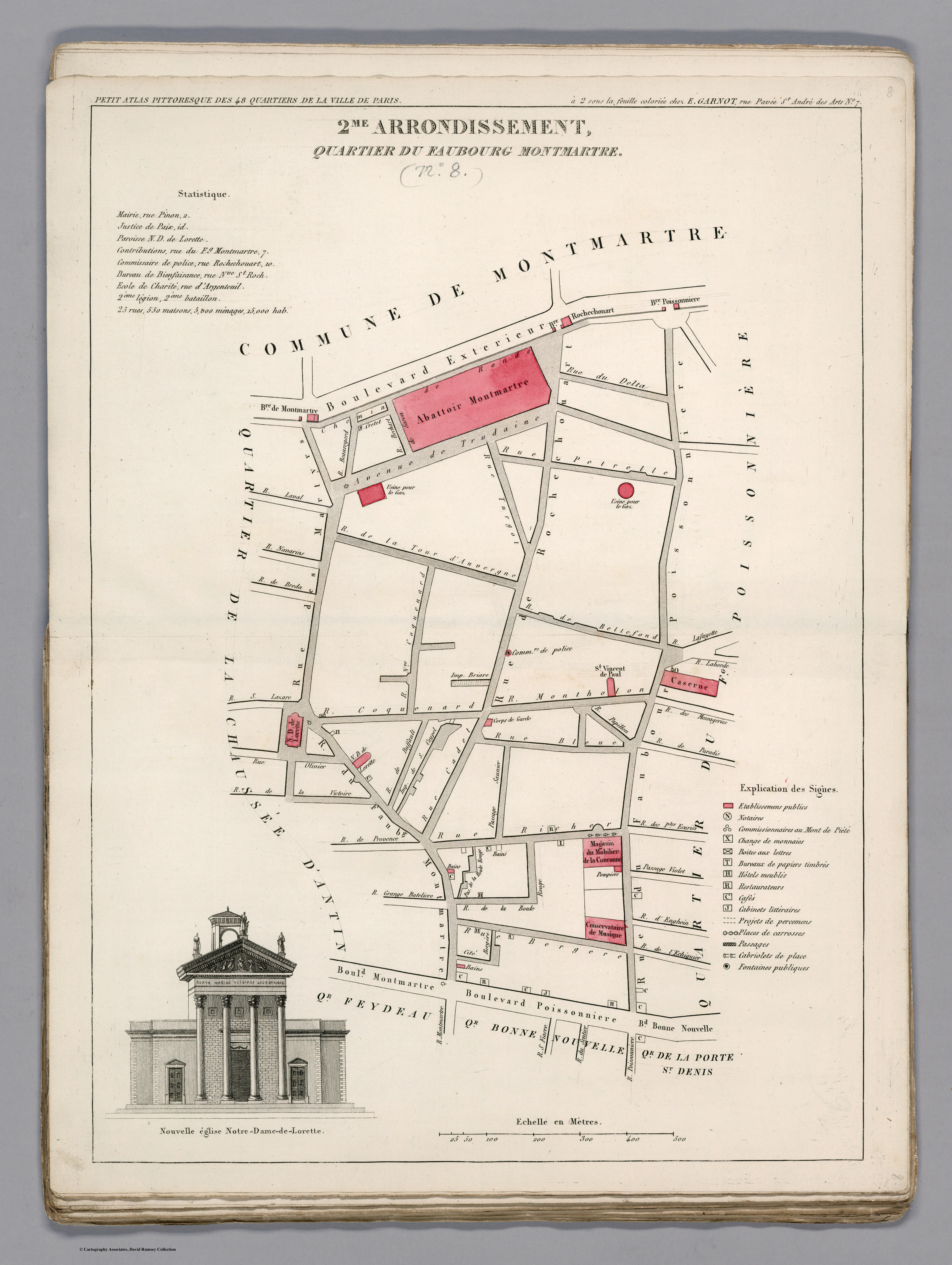
Plan du quartier du Faubourg Montmartre dans l'ancien 2e arrondissement en 1834.

## Bâtiments remarquables et lieux de mémoire
- Dans la nuit du 18 au 19 janvier 1971, l'officier de police François Costantini est abattu à l'angle de la rue du Faubourg-Poissonnière par Félix Léandri, surpris avec deux complices en train de voler la sacoche d'Erast Bocancea[10].
- No 1 : y exerçant pour vivre la profession de gardien d'immeuble, Cesare Battisti, ancien membre d'une organisation terroriste italienne devenu écrivain en France, a longtemps vécu à cette adresse[11], au sixième étage[12] ; c'est dans le hall de l'immeuble qu'il est arrêté le matin du 10 février 2004, par des policiers de la Division nationale anti-terroriste.
- No 2 : Louis-Émile Vanderburch (1794-1862), auteur de théâtre à succès, a vécu à cette adresse au début des années 1840[13].
- No 3 : domicile, en 1899, du chimiste et aérostier Gaston Tissandier (1843-1899)[14].
- nos 5 et 7 : entre ces numéros s'ouvre, sur le côté sud de la rue, la cité de Trévise[15]. La cité étant partiellement inscrite au titre des monuments historiques, la façade et la toiture du 5, rue Bleue le sont également.
- No 6 : Émile Prudent (1817-1863), pianiste, compositeur et professeur de musique, y est mort le 13 mai 1863[16].
- No 9 : L'école de mode MOD'SPE Paris fondée en 1993 possède son principal campus[17].

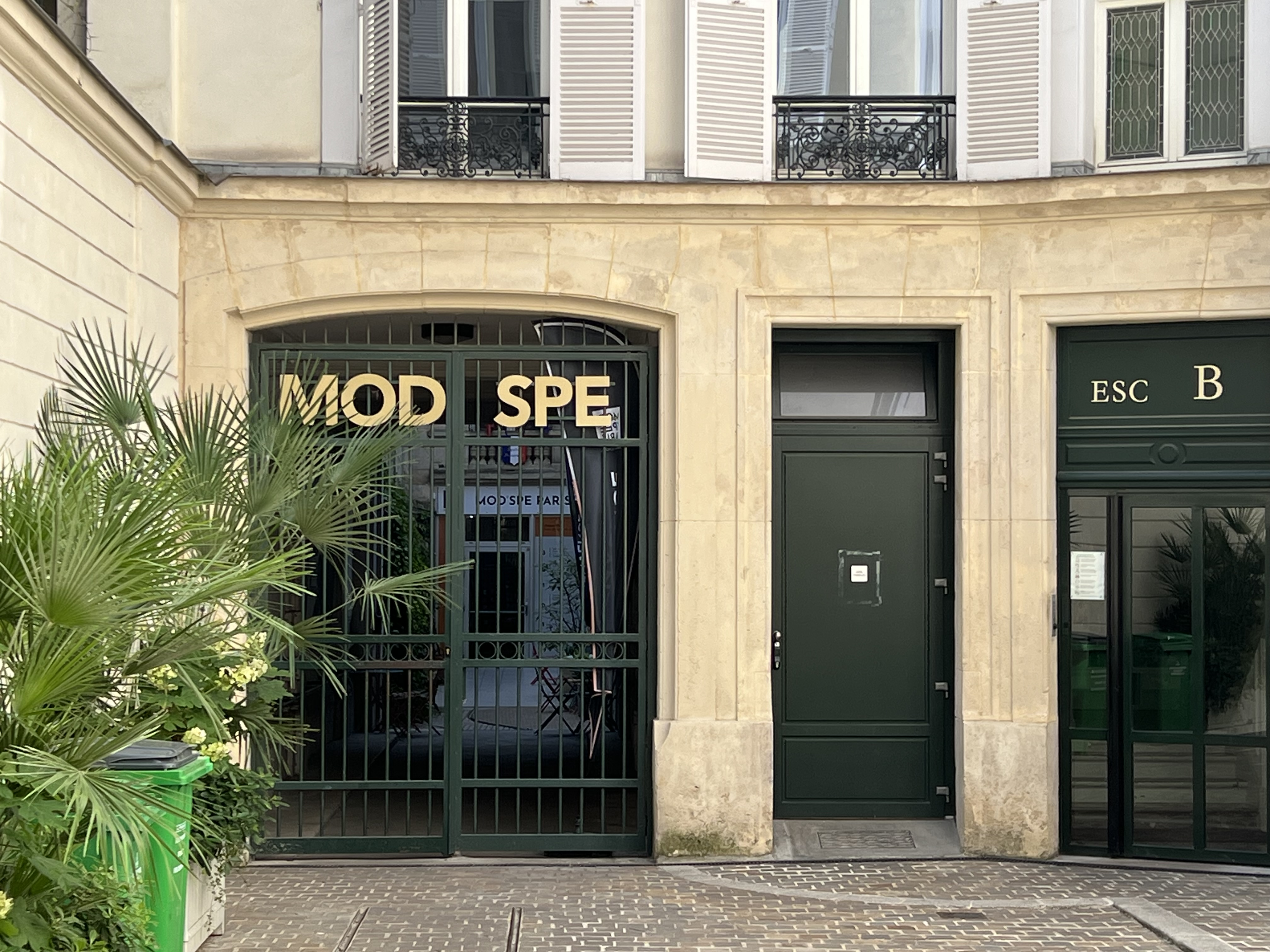
Détail du no 9.

- No 12 : Georges Henri Roger (1860-1946), docteur en médecine est né au 12 de la rue Bleue le 4 juin 1860[18].
- No 14 : la maison est bâtie sur l'emplacement d'une maison où est né Charles-Henri Sanson, le bourreau de Louis XVI.
- No 17 : maison édifiée avec des pierres provenant des maisons démolies par l'explosion de la rue Saint-Nicaise, qui menaça les jours du Premier Consul. Le général Taviel, Oberkampf, la veuve de Hoche et sa fille Jenny Hoche, comtesse des Roys, y ont habité.
 C'est à cet adresse que le réalisateur Chad Chenouga place le domicile d'Adda, ses enfants et ses sœurs, personnages principaux de son premier long-métrage, sorti en 2001, justement titré 17, rue Bleue.
 Toujours à cette adresse, au fond de la cour, se trouve la Maison de la culture arménienne.
- No 19 : François Sudre (1787-1862), musicien et professeur de musique français, connu pour avoir inventé la téléphonie et la langue musicale universelle, appelée ensuite Solresol, y est décédé le 3 octobre 1862.
- No 20 : numéro supprimé. Le percement de la section de la rue de Trévise allant de la rue Bleue à la rue Lafayette[19] a ici fait disparaître une maison orientée vers le sud qui avait été le domicile de Gustave et Jane Monod et le lieu de naissance de leur fils Charles Monod (1843-1921). La famille logera ensuite au 114, place Lafayette (place Franz-Liszt)[20].
- No 25 : la façade de la maison Leclaire, entreprise de peinture en bâtiment comporte une plaque commémorative en hommage à Edme Jean Leclaire (1801-1872) ainsi que son profil.
- No 25 : domicile mortuaire de l'amiral Delsaigne, qui avait pris et repris la Guadeloupe.

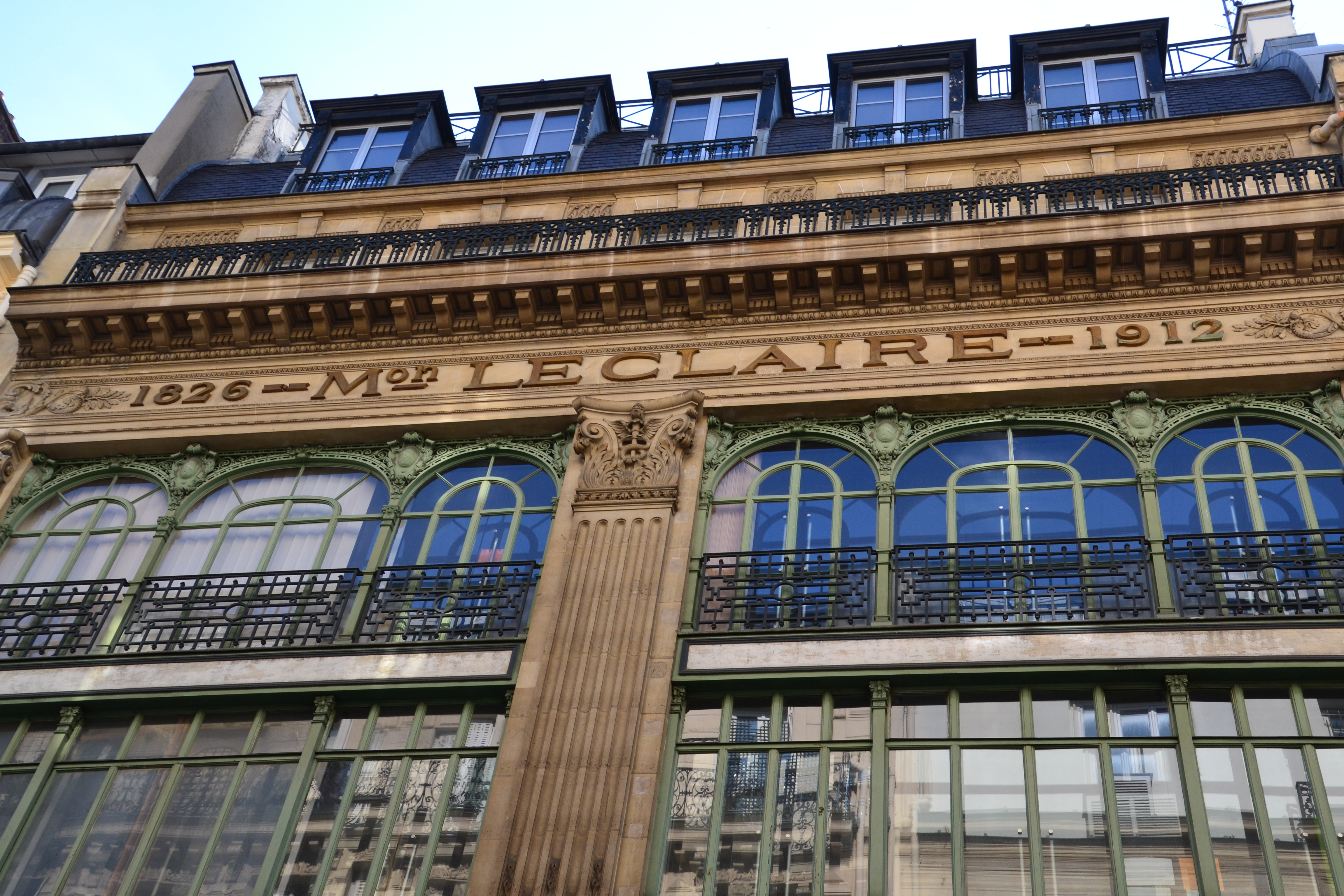
Détail du no 25.
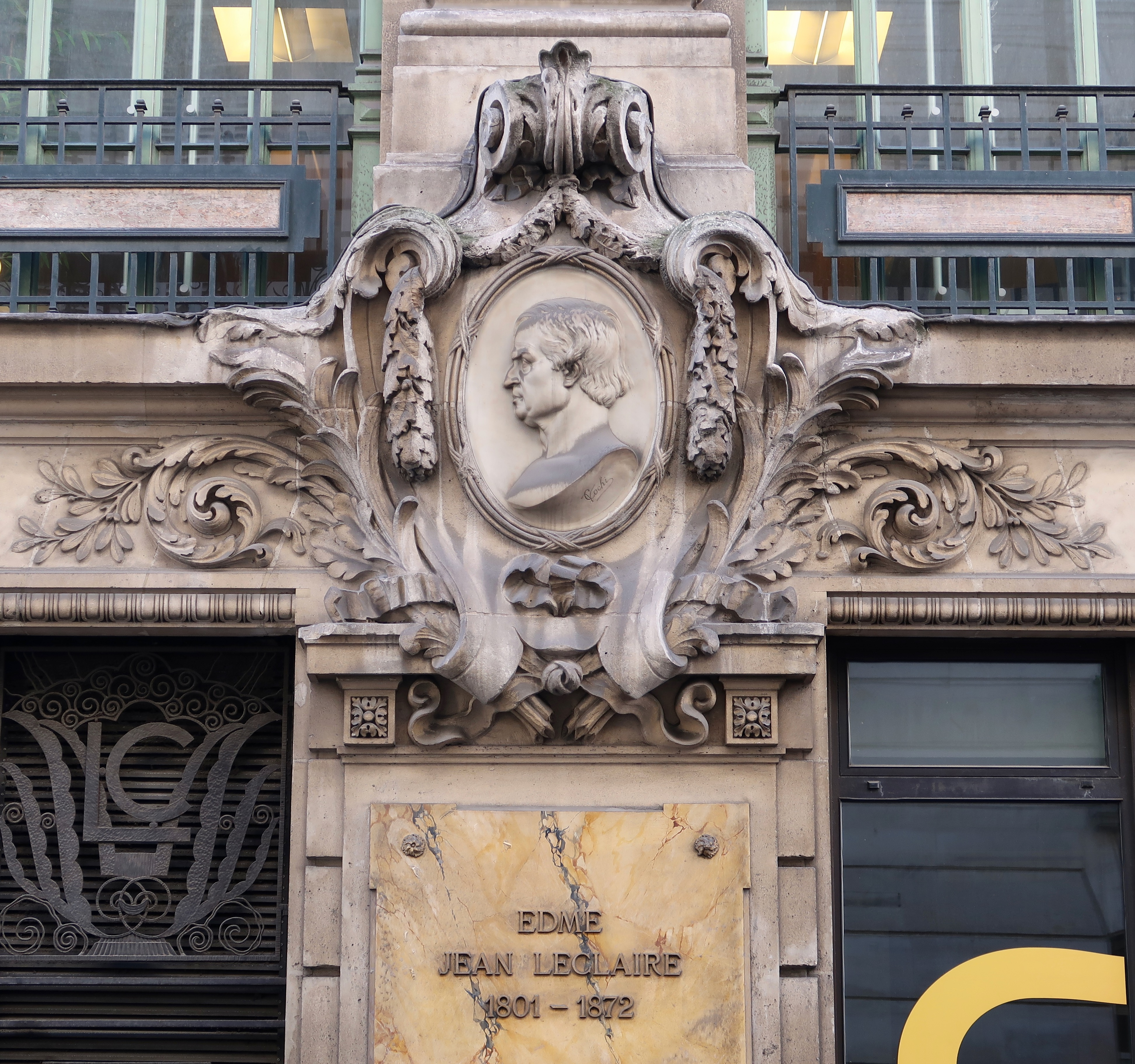
Détail du no 25.

- Au no 27, le médecin neurologue Jean-Martin Charcot y grandit. Est arrêté en 1941, le belge Maurice Braive et sa femme, née Floriane de Bellaielgh, qui y avait fondé le Groupe indépendant des hautes-études ésotériques de Paris, en raison des actes contraires aux bonnes mœurs qu'ils y organisent[21], intervention policière qui aurait aussi été justifiée par la fréquentation du lieu par Alain de Bernardy de Sigoyer[22]. Cette affaire inspire à Patrick Modiano des éléments de son roman L'Horizon, paru en 2010.
- No 29 : Henri-Laurent Rivière (1827-1883), homme de lettres et officier de marine français, y est né le 12 juillet 1827[23].